# تشيتشكلو (تكاب)
تشيتشكلو هي قرية في مقاطعة تكاب، إيران. يقدر عدد سكانها بـ 16 نسمة بحسب إحصاء 2016.